# Mistrzostwa Afryki w Lekkoatletyce 1993
9. Mistrzostwa Afryki w Lekkoatletyce – ogólnoafrykańskie zawody lekkoatletyczne, które odbyły się w południowoafrykańskim Durbanie w roku 1993.

## Rezultaty

### Mężczyźni
| Konkurencja           | Złoto                                           | Złoto     | Srebro                                           | Srebro    | Brąz                                 | Brąz      |
| --------------------- | ----------------------------------------------- | --------- | ------------------------------------------------ | --------- | ------------------------------------ | --------- |
| 100 m                 | Daniel Effiong · Nigeria                        | 10.39     | Jean-Olivier Zirignon · Wybrzeże Kości Słoniowej | 10.53     | Nelson Boateng · Ghana               | 10.55     |
| 200 m                 | Johan Rossouw · Południowa Afryka               | 20.65     | Oluyemi Kayode · Nigeria                         | 20.79     | Nelson Boateng · Ghana               | 21.01     |
| 400 m                 | Kennedy Ochieng · Kenia                         | 45.29     | Ibrahim Hassan · Ghana                           | 45.90     | Simon Kemboi · Kenia                 | 46.06     |
| 800 m                 | Sammy Langat · Kenia                            | 1:45.43   | Paul Ruto · Kenia                                | 1:45.99   | Arthémon Hatungimana · Burundi       | 1:46.42   |
| 1500 m                | David Kibet · Kenia                             | 3:45.67   | Johan Landsman · Południowa Afryka               | 3:46.03   | Johan Fourie · Południowa Afryka     | 3:46.22   |
| 5000 m                | Simon Chemoiywo · Kenia                         | 13:09.68  | Haile Gebrselassie · Etiopia                     | 13:10.41  | Worku Bikila · Etiopia               | 13:12.53  |
| 10 000 m              | William Sigei · Kenia                           | 27:25.23  | Fita Bayisa · Etiopia                            | 27:26.90  | Haile Gebrselassie · Etiopia         | 27:30.17  |
| 3000 m z przeszkodami | Joseph Keter · Kenia                            | 8:22.34   | Christopher Koskei · Kenia                       | 8:24.58   | Simretu Alemayehu · Etiopia          | 8:31.51   |
| 110 m przez płotki    | Kobus Schoeman · Południowa Afryka              | 13.93     | Moses Oyiki Orode · Nigeria                      | 14.21     | Winpie Nel · Południowa Afryka       | 14.22     |
| 400 m przez płotki    | Erick Keter · Kenia                             | 49.38     | Dries Vorster · Południowa Afryka                | 49.59     | Hamidou Mbaye · Senegal              | 50.22     |
| Skok wzwyż            | Flippie van Vuuren · Południowa Afryka          | 2.22      | Khemraj Naiko · Mauritius                        | 2.19      | Pierre Vorster · Południowa Afryka   | 2.13      |
| Skok o tyczce         | Okkert Brits · Południowa Afryka                | 5.40      | Riaan Botha · Południowa Afryka                  | 5.20      | Brian Mardaymootoo · Mauritius       | 4.60      |
| Skok w dal            | Obinna Eregbu · Nigeria                         | 8.32      | Ayodele Aladefa · Nigeria                        | 8.05      | James Sabulei · Kenia                | 7.99      |
| Trójskok              | Toussaint Rabenala · Madagaskar                 | 16.72     | Wikus Olivier · Południowa Afryka                | 16.35     | Paul Nioze · Seszele                 | 16.11     |
| Pchnięcie kulą        | Carel le Roux · Południowa Afryka               | 18.29     | Chima Ugwu · Nigeria                             | 18.07     | Jaco Snyman · Południowa Afryka      | 17.38     |
| Rzut dyskiem          | Mickaël Conjungo · Republika Środkowoafrykańska | 59.92     | Christo Kruger · Południowa Afryka               | 54.42     | Dawie Kok · Południowa Afryka        | 54.08     |
| Rzut młotem           | Hakim Toumi · Algieria                          | 69.82     | Samir Haouam · Algieria                          | 63.76     | Charlie Koen · Południowa Afryka     | 60.46     |
| Rzut oszczepem        | Tom Petranoff · Południowa Afryka               | 82.40     | Phillip Spies · Południowa Afryka                | 77.68     | Louis Fouché · Południowa Afryka     | 77.10     |
| Dziesięciobój         | Pierre Faber · Południowa Afryka                | 7164 pkt. | Danie van Wyk · Południowa Afryka                | 7108 pkt. | Hassan Farouk Sayed · Egipt          | 6770 pkt. |
| Chód na 20 km         | Getachew Demisse · Etiopia                      | 1:28:56   | Chris Britz · Południowa Afryka                  | 1:29:28   | Riecus Blignouat · Południowa Afryka | 1:30:55   |
| 4 x 100 m             | Ghana                                           | 39.53     | Nigeria                                          | 39.97     | Południowa Afryka                    | 40.25     |
| 4 x 400 m             | Kenia                                           | 3:03.10   | Nigeria                                          | 3:06.03   | Senegal                              | 3:06.38   |

### Kobiety
| Konkurencja        | Złoto                                  | Złoto     | Srebro                                   | Srebro    | Brąz                                  | Brąz      |
| ------------------ | -------------------------------------- | --------- | ---------------------------------------- | --------- | ------------------------------------- | --------- |
| 100 m              | Beatrice Utondu · Nigeria              | 11.39     | Elinda Vorster · Południowa Afryka       | 11.45     | Christy Opara-Thompson · Nigeria      | 11.60     |
| 200 m              | Mary Onyali · Nigeria                  | 22.71     | Yolanda Steyn · Południowa Afryka        | 23.22     | Evette de Klerk · Południowa Afryka   | 23.29     |
| 400 m              | Tina Paulino · Mozambik                | 51.82     | Emily Odoemenam · Nigeria                | 52.26     | Aïssatou Tandian · Senegal            | 53.00     |
| 800 m              | Maria Mutola · Mozambik                | 1:56.36   | Gladys Wamuyu · Kenia                    | 2:01.24   | Ilse Wicksell · Południowa Afryka     | 2:03.75   |
| 1500 m             | Elana Meyer · Południowa Afryka        | 4:12.56   | Gwen Griffiths · Południowa Afryka       | 4:13.17   | Getenesh Urge · Etiopia               | 4:13.68   |
| 3000 m             | Gwen Griffiths · Południowa Afryka     | 9:13.92   | Merima Denboba · Etiopia                 | 9:14.48   | Hellen Chepngeno · Kenia              | 9:14.49   |
| 10 000 m           | Berhane Adere · Etiopia                | 32:48.52  | Lydia Cheromei · Kenia                   | 32:54.55  | Fatuma Roba · Etiopia                 | 32:55.32  |
| 100 m przez płotki | Nicole Ramalalanirina · Madagaskar     | 13.32     | Taiwo Aladefa · Nigeria                  | 13.50     | Annemarie le Roux · Południowa Afryka | 13.74     |
| 400 m przez płotki | Omotayo Akinremi · Nigeria             | 57.59     | Lana Uys · Południowa Afryka             | 57.60     | Karen Swanepoel · Południowa Afryka   | 58.23     |
| Skok wzwyż         | Charmaine Weavers · Południowa Afryka  | 1.90      | Lucienne N’Da · Wybrzeże Kości Słoniowej | 1.86      | Desiré du Plessis · Południowa Afryka | 1.80      |
| Skok w dal         | Christy Opara-Thompson · Nigeria       | 6.57      | Beatrice Utondu · Nigeria                | 6.44      | Hiwot Sisay · Etiopia                 | 6.23      |
| Trójskok           | Petrusa Swart · Południowa Afryka      | 12.95w    | Béryl Laramé · Seszele                   | 12.20w    | Sonya Agbéssi · Benin                 | 12.02w    |
| Pchnięcie kulą     | Louise Meintjies · Południowa Afryka   | 14.66     | Elizabeth Olaba · Kenia                  | 14.42     | Luzanda Swanepoel · Południowa Afryka | 14.23     |
| Rzut dyskiem       | Lizette Etsebeth · Południowa Afryka   | 54.16     | Nanette van der Walt · Południowa Afryka | 51.58     | Sandra Willms · Południowa Afryka     | 50.56     |
| Rzut oszczepem     | Liezl Roux · Południowa Afryka         | 48.24     | Rhona Dwinger · Południowa Afryka        | 47.60     | Michelle Bradbury · Południowa Afryka | 43.92     |
| Siedmiobój         | Chrisna Oosthuizen · Południowa Afryka | 5339 pkt. | Maralize Visser · Południowa Afryka      | 5159 pkt. | Caroline Kola · Kenia                 | 4925 pkt. |
| Chód na 5000 m     | Dounia Kara · Algieria                 | 24:33.56  | Amsale Yakobe · Etiopia                  | 24:39.04  | Felicita Falconer · Południowa Afryka | 25:32.68  |
| 4 x 100            | Nigeria                                | 43.49     | Madagaskar                               | 44.93     | Południowa Afryka                     | 45.15     |
| 4 x 400            | Nigeria                                | 3:33.21   | Południowa Afryka                        | 3:37.24   | Ghana                                 | 3:39.66   |

## Klasyfikacja medalowa
| Klasyfikacja medalowa | Klasyfikacja medalowa        | Klasyfikacja medalowa | Klasyfikacja medalowa | Klasyfikacja medalowa | Klasyfikacja medalowa |
| --------------------- | ---------------------------- | --------------------- | --------------------- | --------------------- | --------------------- |
| Miejsce               | Kraj                         | Złoto                 | Srebro                | Brąz                  | Razem                 |
| 1.                    | Południowa Afryka            | 15                    | 16                    | 19                    | 50                    |
| 2.                    | Nigeria                      | 8                     | 9                     | 1                     | 18                    |
| 3.                    | Kenia                        | 8                     | 5                     | 4                     | 17                    |
| 4.                    | Etiopia                      | 2                     | 4                     | 6                     | 12                    |
| 5.                    | Madagaskar                   | 2                     | 1                     | 0                     | 3                     |
| 5.                    | Algieria                     | 2                     | 1                     | 0                     | 3                     |
| 7.                    | Mozambik                     | 2                     | 0                     | 0                     | 2                     |
| 8.                    | Ghana                        | 1                     | 1                     | 3                     | 5                     |
| 9.                    | Republika Środkowoafrykańska | 1                     | 0                     | 0                     | 1                     |
| 10.                   | Wybrzeże Kości Słoniowej     | 0                     | 2                     | 0                     | 2                     |
| 11.                   | Seszele                      | 0                     | 1                     | 1                     | 2                     |
| 11.                   | Mauritius                    | 0                     | 1                     | 1                     | 2                     |
| 13.                   | Senegal                      | 0                     | 0                     | 3                     | 3                     |
| 14.                   | Egipt                        | 0                     | 0                     | 1                     | 1                     |
| 14.                   | Burundi                      | 0                     | 0                     | 1                     | 1                     |
| 14.                   | Benin                        | 0                     | 0                     | 1                     | 1                     |